# Масломичі
Масломичі (пол. Masłomęcz) — село в гміні Грубешів, Грубешівський повіт, Люблінське воєводство, Польща. Населення — 370 осіб (2011).

## Історія

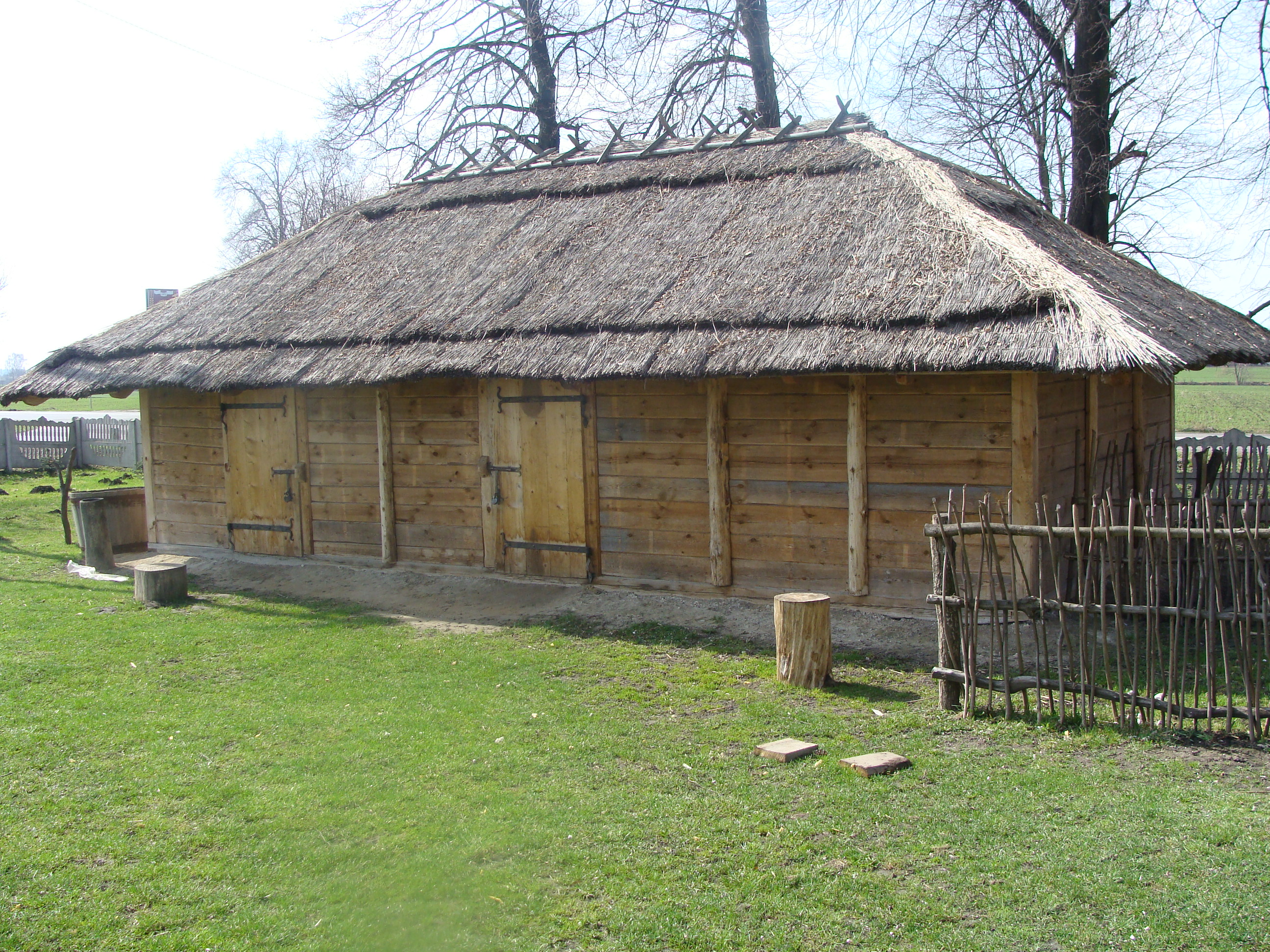
Реконструйоване господарство готів в Масломичах

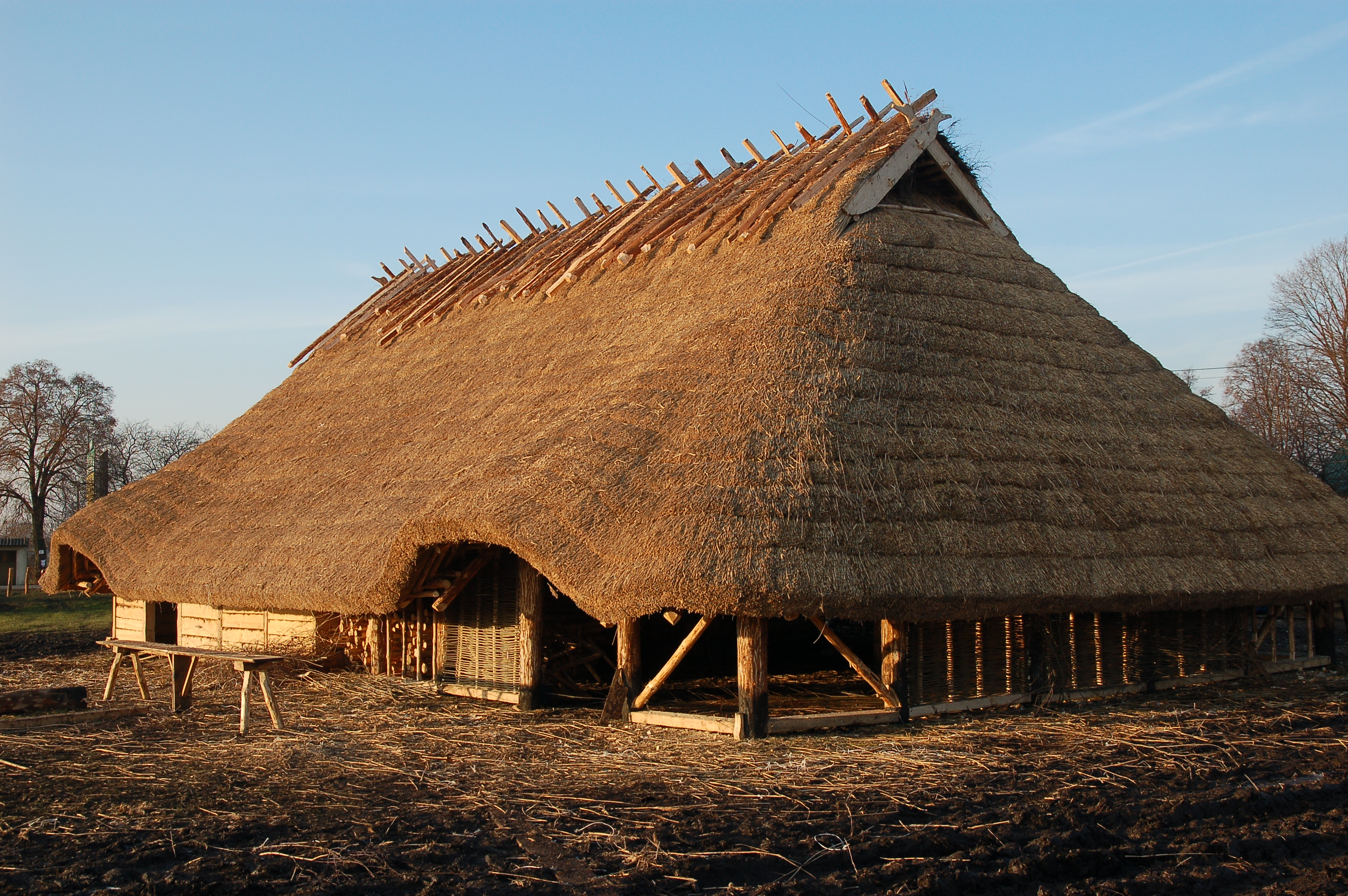
Реконструйований будинок готів в Масломичах

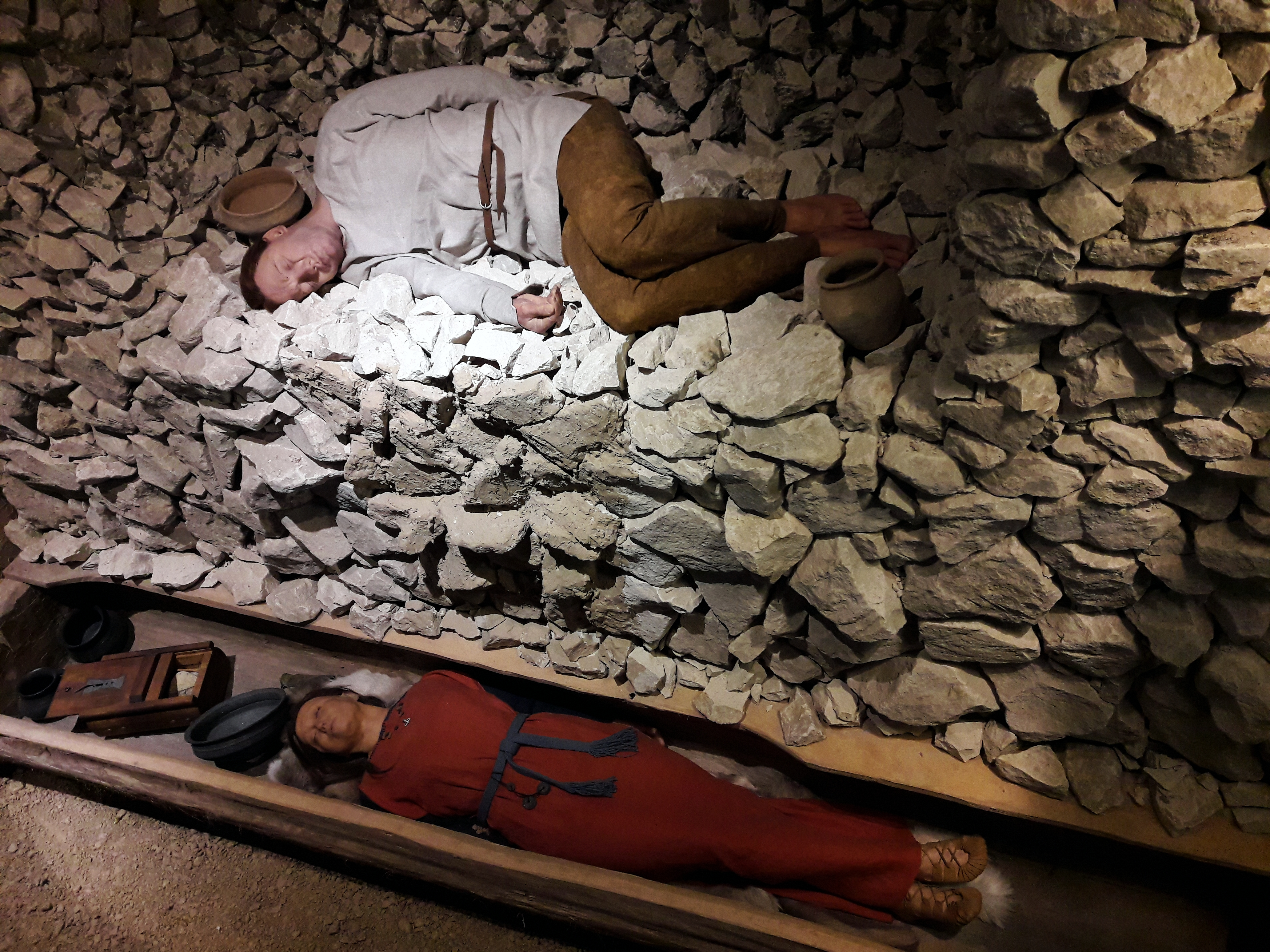
Реконструкція готичної могили III століття з Масломич в Люблінському музеї.

1420 року король Владислав II Ягайло видав декрет, у якому підтверджувалось, що вся Холмщина разом з Масломичами була Руським краєм і тут діяло Руське право.
Вже в 1429 року село входить до складу Грубешівського негродового староства, до якого належало до кінця XVIII  і було власністю Мікули Мишковича, а в 1465 році його сина — Андрушкі.
В 1436 році Львівщина, Перемищина, Галичина, Надсяння, Холмщина з Масломичами входять до складу новоутвореного Руського воєводства.
1477 рік — У Красноставі видано Холмський земельний Статут, який регулював маєткові права селян в Масломичах і в усьому Грубешівському, Холмському, Красноставському і Щебрешинському повітах.
Від 1576 року король Стефан Баторій дає грубешівське староство разом з Масломичами у довічне користування Анджею Тенчинському та його дружині Софії з Денбовських.
В 1588 році король Сигізмунд III Ваза надає в довічне користування грубешівське староство гетьману Станіславу Жолкєвському.
5 червня 1772 року — після першого поділу Польщі між Королівством Пруссії, Росією та Австрією північна сторона Холмської Русі залишилась під владою Польщі, а південна (разом з Масломичами) перейшла під протекторат Австрії. Після смерті в 1772 рік Франца Салезія Потоцького грубешівське староство разом з Масломичами переймає австрійський уряд. У грудні 1773 року австрійський уряд провів новий адміністративний поділ. У результаті нього був створений Замостський округ (циркул), до якого належать Масломичі.
1795 року після Третього поділу Речі Посполитої до Російської імперії відійшла частина Холмщини на правобережжі Бугу, а лівобережна Холмщина (включаючи Масломичі) перейшла під протекторат Австрії
Від 1809 року Масломичі входить до складу Варшавського герцогства, стаючи частиною утвореного в 1810 році Люблінського департаменту.
Після Віденською конгресу в 1815 році Масломичі у складі всієї Холмщини було передано під протекторат Російської імперії, до якої належав до 1915 року.
Село Масломичі разом з фільварком в 1827 році мало 57 домів та 345 мешканців. В тому часі в селі була філія церкви православної та початкова школа. До фільфарка Масломичі разом з селами Масломичі та Чернічинок належало 1130 ґрунтів орних та розлогіх моргів 685, лугів 154 моргів, пазовищ 18 моргів, лісів 226 моргів, невикористаних ділянок 47 моргів, будинок мурований 1, з дерева 43, є дерев'яний вітряк. В селі Масломичі є 69 осад з ґрунтами 791 моргів.
В 1837 році після утворення Люблінської губернії Масломичі входить до її складу.
За даними етнографічної експедиції 1869—1870 років під керівництвом Павла Чубинського, у селі проживали греко-католики, які розмовляли українською мовою.
9 травня 1912 року Масломичі включені російським царським урядом до Холмської Губернії.
Під час першої світової війни від моменту окупації Масломичів вся територія Холмської Губернії знаходиться під безпосереднім управлінням німецької та австро-угорської військової влади, але 15.06.1916 року зона австро-угорської окупації за наказом головнокомандувача австро-угорської армії, що розповсюджувалася в Холмшині (Білгорайський повіт, Грубешівський повіт, Замостський повіт та Томашівський повіт), відійшла під відомство Люблінського військового генерал-губернаторства.
У світлі перепису населення з 1921 року в Масломичах проживало 343 мешканців (297 — українців), село тоді належало до гміни Меняни Грубешівського повіту Люблінського воєводства Польської Республіки.
Земельний маєток у 1930 році становив 552 га, і належав поміщику Габріелю Руліковському.
В роках 1936—1954 Масломичі належать до гміни Меняни.
У 1947 році під час операції «Вісла» польська армія виселила з Масломичів на щойно приєднані до Польщі терени 78 українців.
Від 1973 року Масломичі перебувають в межах гміни Грубешів і Грубешівського повіту.
У 1975—1998 роках Масломичі належать до Замойського воєводства, а після адміністративної реформи в 1999 році знаходиться в межах Любліньського воєводства.
Процес творення українських кооперативних спілок пожвавився після вжиття Ю. Пілсудським додаткових заходів по запровадженню земельної реформи. В 1928 році мешканці села Масломичі Грубешівського повіту заснували кооператив Згода. Кооперативна організація проіснувала до 19.03.1944 року, коли її майно було цілком знищено польською бандою.
Згідно національному перепису населення (III 2011 р.) Масломичі налічують 370 мешканців

## Населення
За даними перепису населення Польщі 1921 року на фільварку Масломичі налічувалося 6 будинків та 68 мешканців, з них:
- 36 чоловіків та 32 жінки;
- 43 православні, 25 римо-католиків;
- 42 українці, 25 поляків, 1 особа іншої національності.

У 1943 році в селі проживало 584 українці та 103 поляки.
Демографічна структура станом на 31 березня 2011 року:
|          | Загалом | Допрацездатний вік | Працездатний вік | Постпрацездатний вік |
| -------- | ------- | ------------------ | ---------------- | -------------------- |
| Чоловіки | 187     | 34                 | 133              | 20                   |
| Жінки    | 183     | 36                 | 92               | 55                   |
| Разом    | 370     | 70                 | 225              | 75                   |

## Церква, священики, цвинтар
Найдавніша згадка про церкву Положення Ризи Пресвятої Богородиці в Масломичах походить з 1484 року, збудована наново у XVIII ст.. Існувала дерев'яна церква і парафія православна в селі, ще до 1913 року і на початку 20-х років церква була зруйнована польською владою.
В 1840 році Масломичі (пол. Masłomęcz) разом з Черничин, Козодави, Метелін і Черничинок входять до складу греко-католицької парафії. Налічувала парафія тоді 1820 віруючих.
Пробощ парафії в Черничині — Роман Гурко в звіті про місійну діяльність в парафії Черничин за березень 1939 року писав про організовувані в селах, зібрання, на яких безуспішно заохочували його парафіян залишити православну віру. Тоді до акції підключали групи, що виводились з різних середовищ: суспільні організації, роботодавці, колоністів чи звичайних сільських «покидьок», організовуючи напади, побиття або насучи доткливих шкод в господарствах православних віруючих. Тільки виключно в православних селах Масломечі та Меняни боївки не наважилися на акції вандалізму. Поліція на скарги православних селян була зовсім байдужою, ігноруючи скарги покривджених або також наказуючи їм, щоб самі затримували злочинців. Коли священик Роман Гурко в Черничині почав заохочувати населення, щоб у разі нападу затримувати нападників та передавати їх владі, отримав за це сувору нагану від влади повіту. Внаслідок цього перестав говорити в церкві що-небудь крім казання, а і те обмежив до мінімум, зосереджуючись на молитві: «… відправляючи з людьми Молебінь та Акафіст, прошучи Бога про співчуття та милосердя над нами християнами, яких кращі християни в так культурний спосіб на християнство вирішили навернути». Деякі мешканці Менян отримали анонімові поштівки зі словами, що до кінця березня всі мешканці даної хати мають стати католиками. Описаний випадок має доповнення в рапорті поліційного відділення в Менянах, вказуючи на причини кількох переходів на католицьку віру.
З невеликими наслідками такого типу акцій весною 1939 року, здавали собі справу майже всі, кого це стосувалося. Пробощ православних з, оцінював, що не дивлячись на утиски, на перехід на католицьку віри рішилися тільки одиниці, найчастіше для того, щоб утриматися на посадах. Серед кільох тутейших родин, що залишили православ'я, одна в короткому часі повернулась. Родина Панасів (Panasów) з Черничина прийняла католицизм — бо була зацікавлена в отриманні земельної ділянки, а родина Гресів (Grzesiów) — пенсії інвалідної. В стосунку до позосталих родин з Менян та Черничина зазначено, що їх перехід на католицизм пов'язаний доконаний під впливом працівників гміни, що рівнозначно якійсь формі примусу. Свідчить про це факт, що в стосунку до трьох осіб подано, що вони перейшли з власного переконання.
Напруга викликана руйнуванням церков, зросла ще більше, коли весною 1939 року почалася акція ревіндикації душ. Пробощ православної парафії в Черничені — Роман Гурко, писав до метрополити як проходить католицька «місія» на його терені, одночасно стверджуючи, що між віруючими обох релігій наростаєсильно ворожнеча, навіть серед сусідів, що жили до цього часу в слагоді та дружбі. Священик передбачав, трагічні наслідки, цієї ситуації, якщо держава не зліквідує причина розгоряченні праволсавного населення, яких тепіння починає добігати кінця.

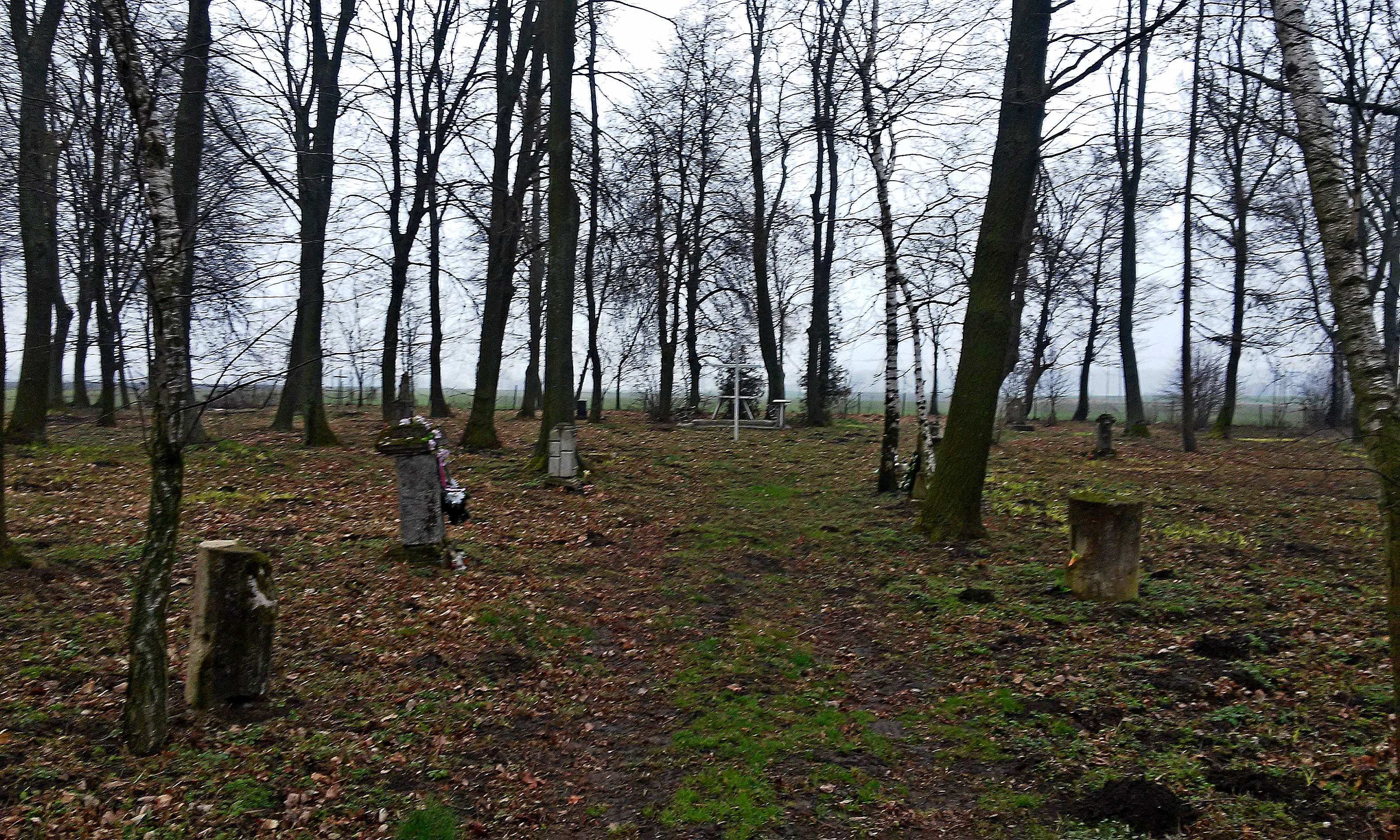
Головна алея православного цвинтра в Масломичах

Цвинтар православний, колишній греко-католицький, на якому також ховано римо-католиків, біля Масломичів (пол. Masłomęcz). Знаходиться по східній стороні дороги з Грубешева до Долгобичова. Закладений в І половині XIX століття, у формі чотирикутника на площі 0,56 гектара. Спочатку цвинтар був оточений цегляною стіною, з якої залишилися дві колони; після Другої світової війни огорожа була замінена сіткою.
Найстаріша могила, що збереглася в некрополі походить з 1868 року. У 1875 році, коли греко-католицька єпархія була ліквідована, цвинтар в Масломичах став некрополією православною і був використаний як такий до кінця Другої світової війни. У наступні роки, після депортації українського православного населення з Грубешівщини, цвинтар почав занепадати, тільки деякі могили були впорядковані. . Після Другої світової війни на його терені був побудований польовий вівтар на кінці алеї, що йде від цвинтарних воріт. Також було змінено розташування щонайменше деяких надгробків, встановлюючи їх рядами вздовж алеї. Спочатку некрополь був розділений на п'ять кварталів.
На початку 90-х років до Другої світової війни було близько двадцяти кам'яних та чавунних надгробків; всі були пошкоджені — православні хрести були знищені.
На пам'ятниках написи на староросійський, українській та польській мовах. До наших днів збереглось кілька пам'ятників: подружжя Писарчуків Михайла та Теклі, Маріанни Шалас, сімений гробовець родини Борманів, Семенюка Андрія.

## ДіяльністьКомуністична партія Західної Українина території Масломичів
Ідеологія КПЗУ 20-х роках XX століття була близькою до націонал-комунізму, КПЗУ висувала гасла з'єднання всіх українських земель у єдиній соціалістичній державі — УРСР. Найбільш активно КПЗУ проявляла себе на терені Грубешівського повіту, виникало це з факту, що в Грубешівському повіті проживала найбільша кількість українського населення в Люблінському воєводстві.
Членам КПЗУ залежало, щоб зібрання були відкриті та щоб на них збиралося якнайбільша кількість людей і при цьому, щоб вони бути incognito, не наражаючи себе на інтервенції поліції. З цієї ціллю використовувалися легально діючі організації, такі як Незалежна Селянська Партія чи товариство Рідна Хата, де проводилась пропаганда та розповсюдження комуністичної літератури. Така ситуація була в Черничині на зламі 1926—1927 років. В місцевій філії «Рідної Хати» багато її членів підозрювались поліцією в підривній діяльності і те що всі вони є членами КПЗУ.
Основним ланцюгом зовнішньої діяльності КПЗУ на теренах Грубешівського повіту були пропагандові акції.
Особливе посилення розвішування транспарантів припадало при нагоді різних свят, таких як 1 Травня, річниці більшовицької революції, 8 березня, дня паризької комуни, річниці смерті Карла Маркса і не тільки.
Так хвиля розвішування траспарантів припадає на початок вересня та жовтень 1931 року, коли на терені цілого повіту викрито 24 такі випадкі. Розвішені вони по селах: Масломичі(пол. Masłomęcz), Черничин, Метелін, Міняни, Малице, Стрижовіце, Гоздів, Ярославець(пол. Jarosławiec), Мідники, Космів, Молодятичі, Терещани (пол. Trzeszczany), Берестя, Которів, Гостинне, Конопне, Переславіце, Дяконів (пол. Dziekanów), Стільце.
Зміст транспарантів був наступний: «Хай живе світова комуністична революція! Хай живе уряд селян та робітників!», «Геть з урядом голоду, нензи та безробіття! Хай живе КПЗУ!», «Геть з війною проти СРСР! Жодного гроша податку на озброєння! Геть з окупацією Західної України! Хай живе СРСР!»

## Друга світова війна, переселення,операція «Вісла»
22.11.1942 року в селі була замордована польскім підпіллям 20 річна мешканка Масломич — Марія Абрам.
Основна хвиля протиукраїнських акцій на Холмщині, з боку грубешівського і томашівського відділів Армії Крайової, підтримана Батальйоном Хлопським Станіслава Басая-«Рися» відбулася 9-11 березня, а остання хвиля — 21 березня 1944 р. Після зламання опору української самооборони, справи доходили до мордів цивільного населення та грабежів. Люди не роздягалися та не спали по хатах, боячись наскоків польських банд. Вбивства окремих людей вже не задоволяло їх — на черзі стало тотальне знищення українських сіл з її жителями. На одній Грубешівщині було спалено 27 населених пунктів : Витків(пол. Witków), Жабче(пол. Żabcze), Козодави(пол. Kozodawy), Космів(пол. Kosmów), Крилів(пол. Kryłów), Ласків(пол. Łasków) в лютому 1944, замордовано 806 українців, Малків(пол. Małków)-03.02.1944, замордовано 80 українців, Масломичі(пол. Masłomęcz), Міняни(пол. Mieniany), Мірче (пол. Mircze), Модринець(пол. Modryneć), Модринь (пол. Modryń)- в лютому 1944, замордовано 386 українців, Новосілки(пол. Nowosiołki), Ощів(пол. Oszczów), Пригоріле(пол. Pryhoryłe), Сагринь(пол. Sahryń)-09.02.1944, замордовано 1896 українців, Сліпче(пол. Slipcze), Смолигів(пол. Smoligów), Телятин(пол. Telatyn), Теребінь (пол. Terebiń), Тихобір(пол. Cichobórz), Хорошиці(пол. Horoszyce), Шиховичі (пол. Szychowice) в лютому 1944, замордовано 883 українців, та інші.
13 березня 1944 року німці зреагували на ситуацію військову, виславши в район села Масломичі 2 роти з Волинського Легіону Самооборони під командуванням капітана безпеки Асмуса, яким допомагав відділ місцевої самооборони силою 80 людей. Польський відділ з великими втратами відступив..
Загоном АК 19 березня 1944 року було спалено в Масломичах всі українські господарства, приміщення української школи і кооперативної спілки Згода. Людських жертв вдалося уникнути завдяки тому, що українське населення заздалегідь перебралось до сусідніх сіл повіту і на Волинь.
Жителів сіл Масломичі (пол. Masłomęcz), Черничин, Гдешин (пол. Gdeszyn), Свідники (пол. Swidniki), Жуків (пол. Żuków), які збиралися виїздити, дощентно пограбовано. 03.03.1945 27 українські родини вирушили на залізничну станцію в Холмі, щоб далі переселитися в Україну. Але до станції вони не доїхали. Потім знайдено тіла лише 7 повішених переселенців.
У четвер 11 жовтня 1945 року в Грубешівському повіті о 0.20 год. бойова група «Дуди», протидіючи акції переселення, попередньо попередивши поляків, щоб відразу ті лишили домівки та підпалили села Масломичі (пол. Masłomęcz), Черничин, Черничинок, Теребінь (пол. Terebiń), Теребінець (пол. Terebiniec), Метелін (пол. Metelin) з хуторами..
На знак протесту проведення операції «Вісла» українські боївки УПА провели акцію допалення українських господарств, що залишилися після вивезення українців с села. Так 8-9 серпня 1947 року підпалено колонію Черничин, Масломичі (пол. Masłomęcz), Вербове в повіті грубешівським. Було знищенно 88 житлових та господарчих будинків..
Під час проведення операції «Вісла» в період 16-20.06.1947 року з Масломичі (пол. Masłomęcz), було вивезено на «землі відзискані» (Вармінсько-Мазурське воєводство, Західнопоморське воєводство) 78 людиней, залишилося 3 людей національності польської, а також залишилося 1 людина української національності з мішаних родин.

## Мешканці Масломич
- Невядомський Іван (1922—1989). Нар. в Масломичі, повіт Грубешівський, ймовірно член ОУН ще до війни, в 1941 р. вивезений до Німеччини на примусові роботи (згідно іншої версії — служив в Schutzpolizei, військове звання — капрал). В 1943 р. організовіє підпілля в околицях Масломичі, псевдо «Юрко». На початку реферат господарчий 4 надрайону "Лиман " III Округу ОУН, а пізніше стрілець в сотні "Дуди, пізніше командир боївки СБ надрайону "Лиман " III Округу ОУН. 21.І.1946 р. підвищений до старшого стрільця, від 1946 р. був районним командиром боївок СБ ОУН, від осені 1947 р. командир однієї з груп підпільників, яка залишилася на Холмщині, від лютого 1949 р. член сітки «Зенона», арештований у 1951 р. й переданий до СРСР, де був засуджений на 25 років тюрми, до Польщі повернувся 27.IX.1955 р. й був вдруге арештований й засуджений 27.IX.1957 р. в Любліні на довічне ув'язнення, звільнений 25.III.1959 р., до смерті проживав в Олесниці Нижньосілезького воєводства, Польща
- Потурай Сергій Омелянович (08.10.1936, Масломичі, гміна Грубешів, Грубешівський повіт, Люблінське воєводство, Польща — 24.05.2000, Володимир-Волинський, Волинська область, Україна) — володимир-волинський міський голова. Автор енциклопедичних статей.
- Сивак Іван Миколайович (1899 р.н., уроженец с. Масломичі, гміна Грубешів, Грубешівський повіт, Люблінська губернія, Польща), після біженьства 1915 року залишився в Росії, проживав в с. Корсаково, Корсаковського р-на Орловської обл., заведуючий районним відділом народної освіти. Арештований в 1937 г. Засуджен на 10 років виправно-трудового табору.
- Сивак Петро Миколайович, (1896 р.н., уроженец с. Масломичі, гміна Грубешів, Грубешівський повіт, Люблінська губернія, Польща), після біженьства 1915 року залишився в Росії, проживав в м. Новосіль Орловської обл., бухгалтер відділення Держбанку. Арештований в 1938 г. Засуджений на 10 років виправно-трудового табору, .
- Сивак Іван (1921 — 26.02.1946, Ліскі), нар. 1921 р. в с. Масломичі Грубешівського повіту у селянській родині. Був у сотні «Вовки-3», псевдо «Босфор». Загинув 26.02.1946 р., у бою з військами НКВС. Похований в урочищі Білосток біля села Ліскі, Грубешівського повіту на Холмщині разом з 41 побратимами, що загинули в цьому бою.

## Галерея

### Масломичі на мапах

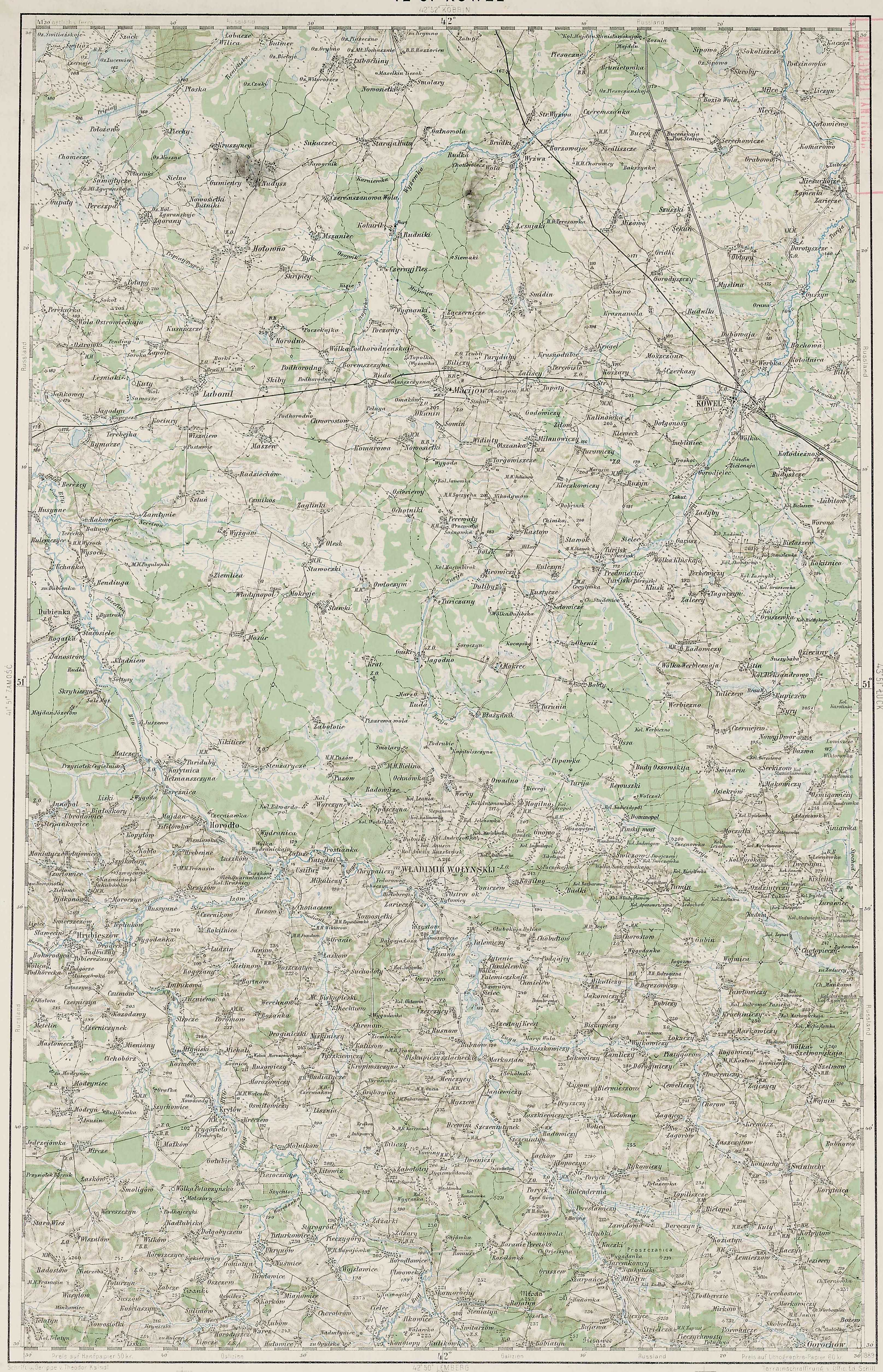
Масломичі на військовій мапі Австро-Угорської імперії з 1889р.
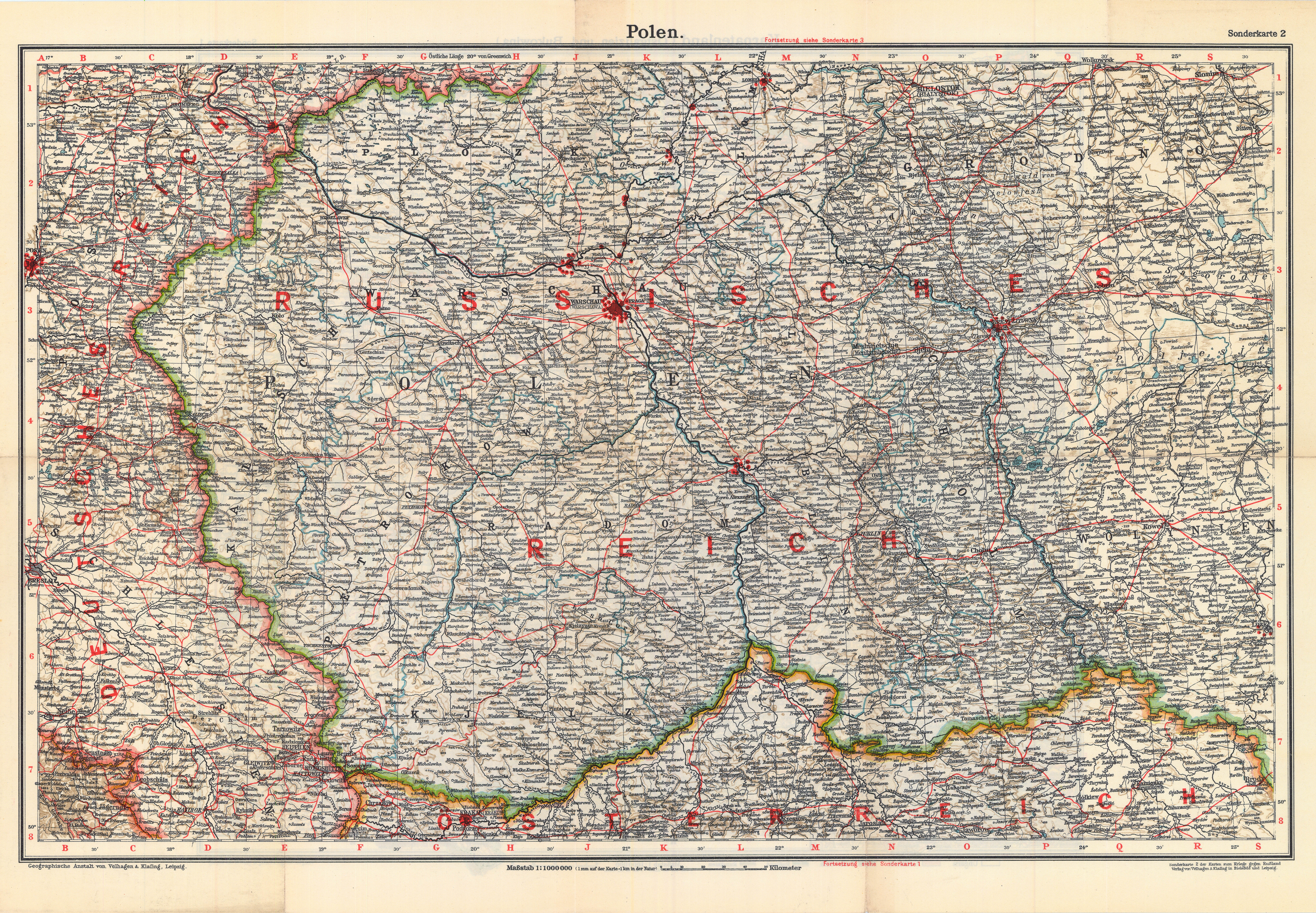
Масломичі на військовій німецькій мапі з 1916р
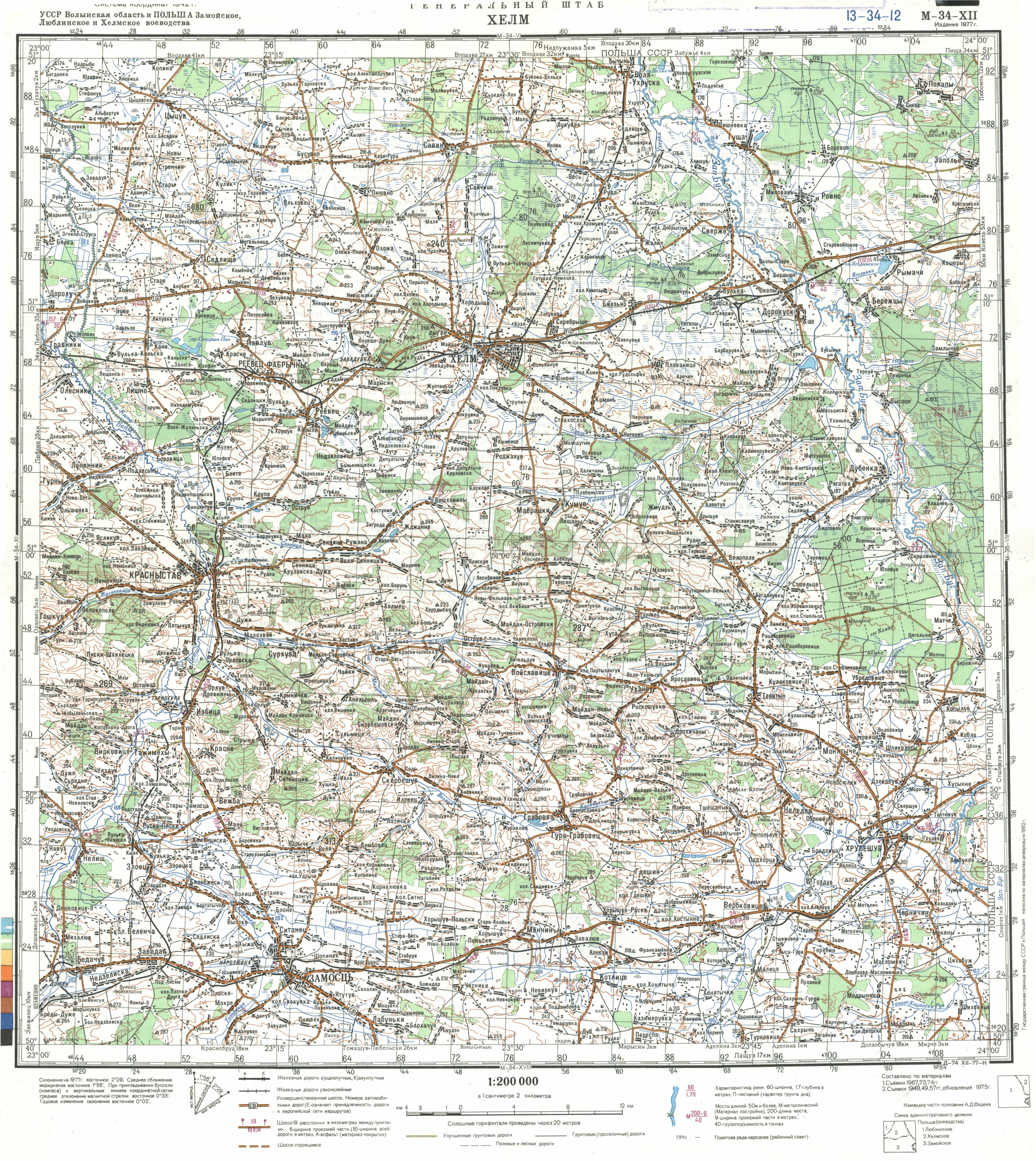
Масломичі на мапі Генерального Штабу СРСР з 1977р.

### Покинутий цвинтар православний Масломичі

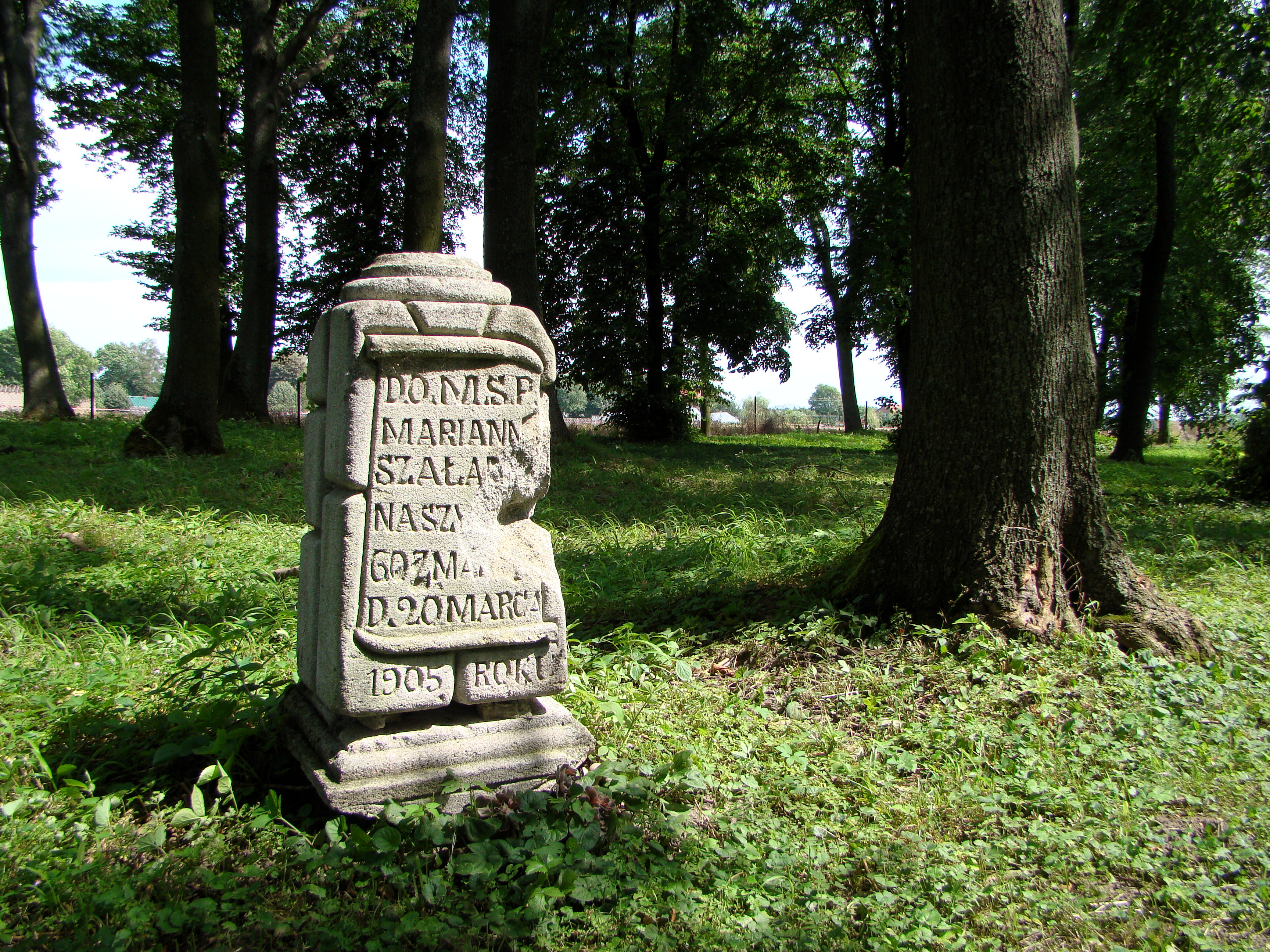
Цвинтар православний Масломичі
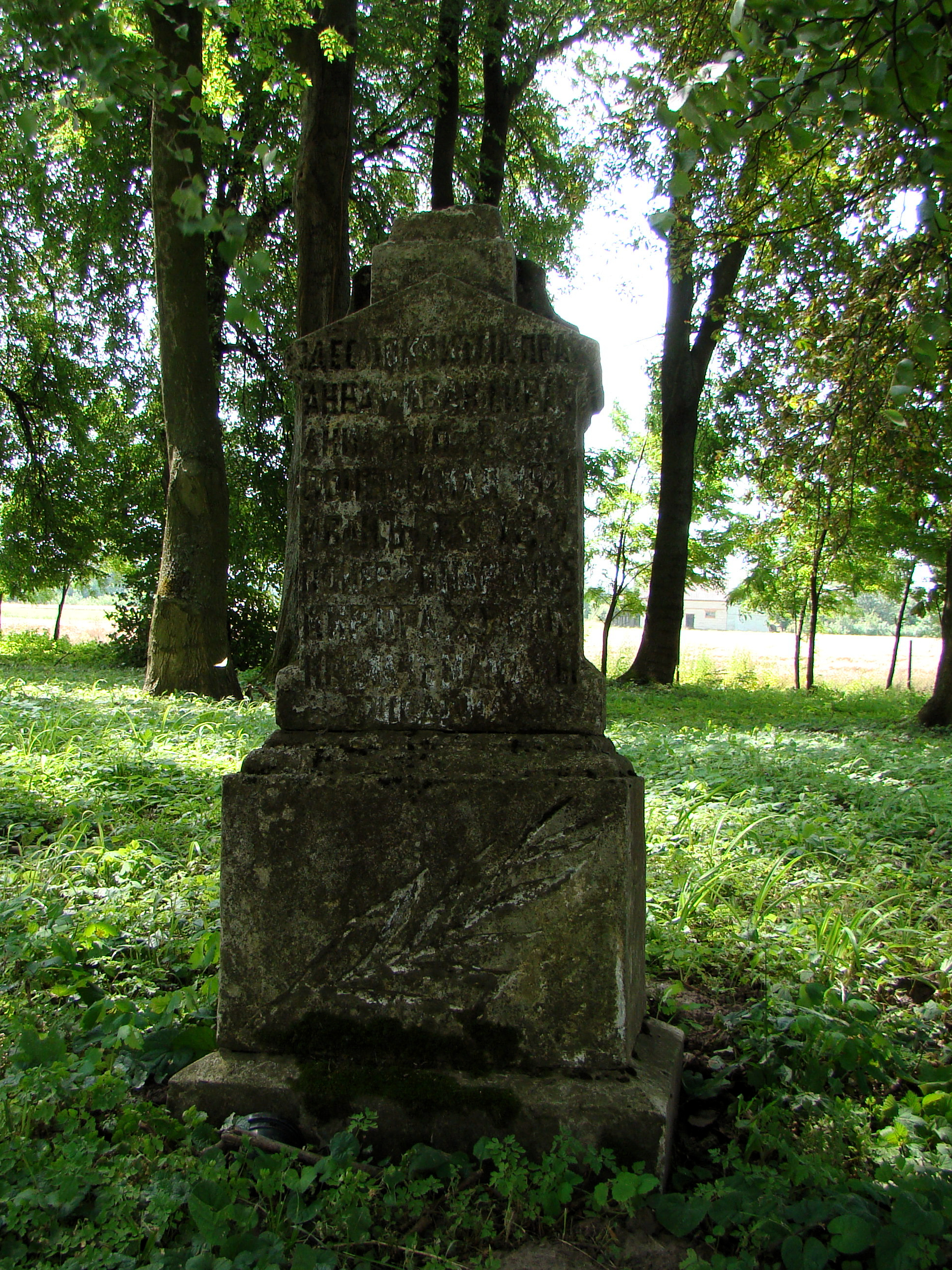
Цвинтар православний Масломичі
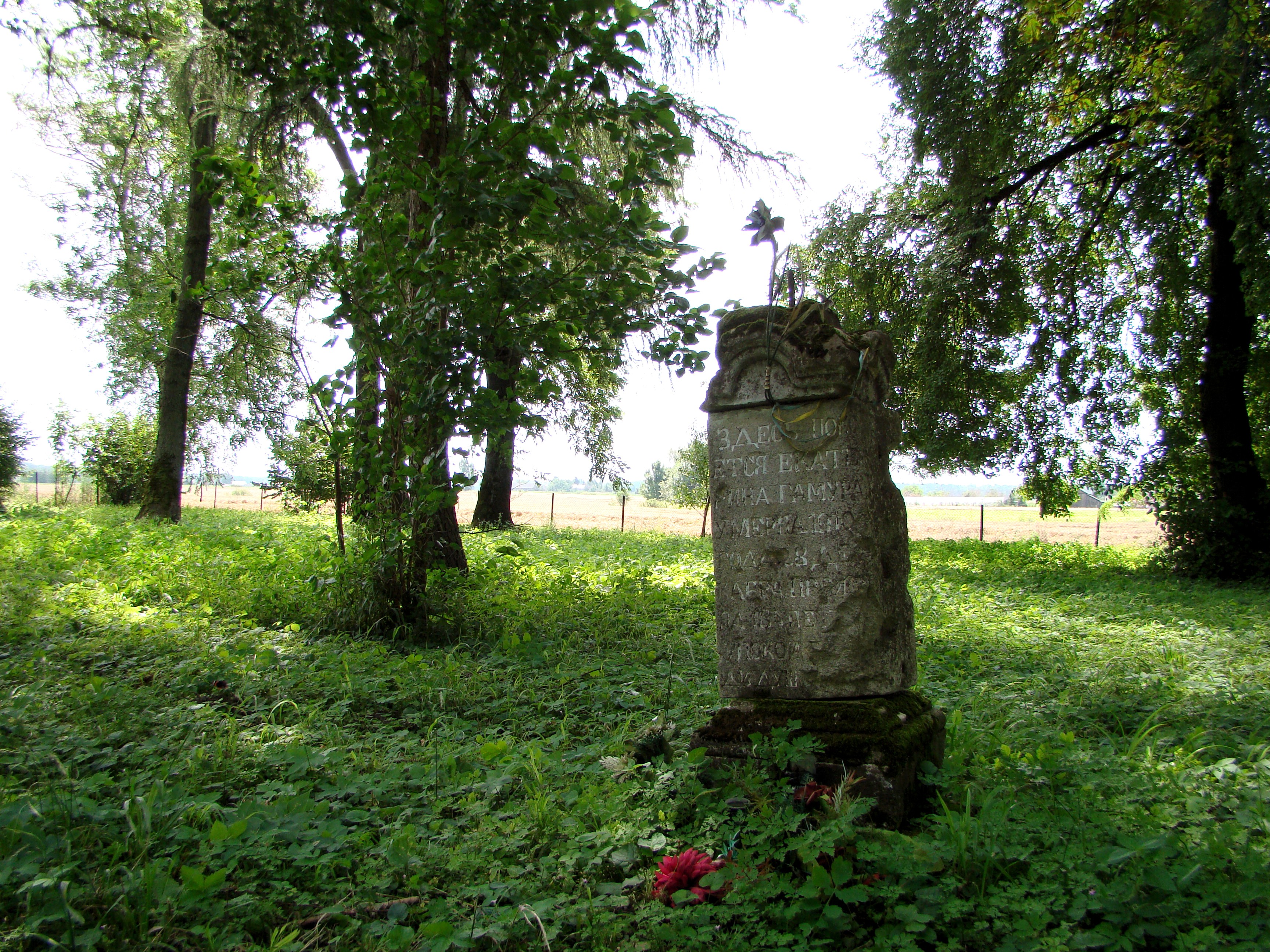
Могила XIX ст.,цвинтар православний Масломичі
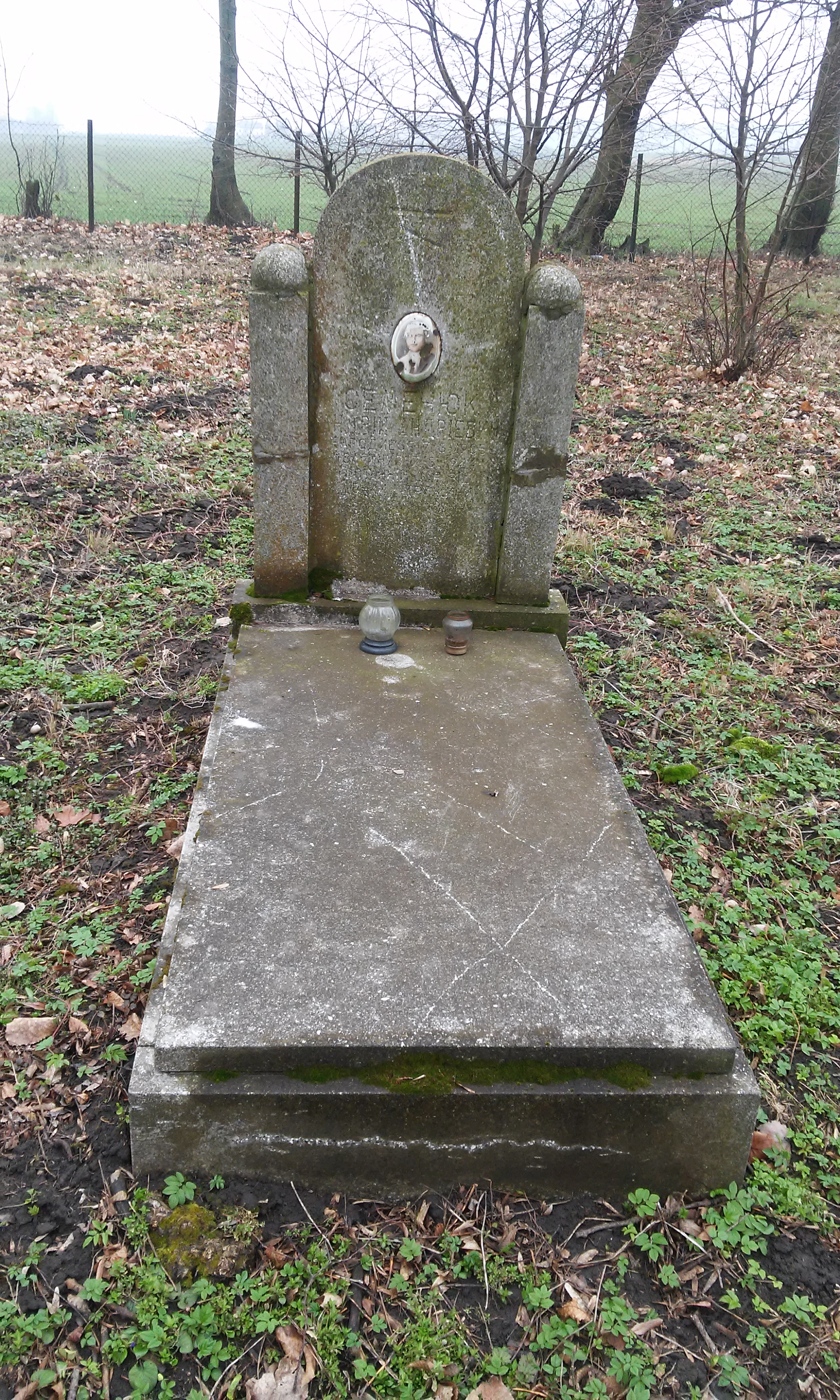
Могила замордованого Семенюка А.А. 1905-07.03.1944 р.р.,цвинтар православний Масломичі